# Meccanica G. Guaraldi
Meccanica G. Guaraldi war ein italienischer Hersteller von Motorrädern und Automobilen.

## Unternehmensgeschichte
Das Unternehmen aus Lodi begann 1905 mit der Produktion von Motorrädern, die bis 1914 lief. Automobile entstanden zwischen 1911 und 1915.

## Motorräder
Viele der Motorräder hatten einen Einbaumotor der Fafnir-Werke mit 4 PS Leistung. Daneben gab es auch Modelle, die von einem Einzylindermotor von Saroléa angetrieben wurden.